# 蹴竹G
蹴竹G（シュウチクジー）は、松竹芸能所属のタレントから成る芸能人女子フットサルチームである。チームユニフォームは白。
元々松竹芸能には男子のチームがあり、女子のチームということでGIRLS（ガールズ）のGをチーム名に付けたという。
メンバーには東京在住者と大阪在住者が混在し、普段の練習も東京組と大阪組別々に行っている。

## 経歴
- 2005年6月　チーム結成
- 2009年1月17日　解散

## 所属したことのあるメンバー
- 江本理恵
- シャドウ・リュウ
- 玉野ひとみ
- 岩見真利
- 松浪りさ
- 平田伊津子
- 森下里美（an☆do）
- 森下雅美（an☆do）
- 侑杏（テングリ）
- こおろぎ（テングリ）
- 村田真理子（タン☆バリ～ン）
- 中村佳子
- 森田嶺子
1986年2月25日生まれ。2006年8月の「お台場冒険王 フットサル女王決定戦（グループF）」でデビュー。当時のポジションはゴレイロ（キーパー）であったが、現在はフィールドプレイヤー。在籍時の背番号は「12」。2007年4月退団。愛称は「モリゾー」。
- 小泉真里
1985年6月8日生まれ、東京都出身。身長163cm、B80・W56・H88。血液型はB型。慶應義塾大学文学部卒業。2007年4月に退団。「中小企業基盤整備機構」のイメージガールを務めていた。
- 鈴木千登世（ - 2007年8月26日）
- 林あい
- 門脇聡子
- 佐藤未歩
1986年2月14日生まれ、千葉県出身。身長162cm、B82・W58・H87。血液型はA型。当チームには2007年から2008年まで在籍。『BONZO!』（東京MXテレビ）にリポーターとして出演。

### 解散時のメンバー
- 飛留間恵
- 鈴木涼子
- 杉山菜摘
- 中村摂
- 高宮悠子
- 大熊未沙
- 結城巳貴
- 門井友理恵
- 山本萌子
- 炭床星華
- 西村真理亜

## 戦績
- 2005年8月「すかいらーくグループ冒険王リーグ」：グループB 5位
- 2005年10月「第2回すかいらーくグループCUP」：リザーブグループ3位
- 2005年12月「SPHERE LEAGUE すかいらーくグループシリーズ1stステージ」：リザーブグループ 2位
- 2006年7月「第1回グッドウィルカップ」：優勝
- 2006年8月「すかいらーくグループリーグ in お台場冒険王“真夏の女王”決定戦」：予選敗退
- 2006年10月  「SPHERE LEAGUE すかいらーくグループシリーズ5thステージ」：リザーブグループ2位
- 2006年11月「SPHERE LEAGUE すかいらーくグループシリーズFINALステージ」：7位